# The Internet's Own Boy: The Story of Aaron Swartz
Pour plus de détails, voir Fiche technique et Distribution.
The Internet's Own Boy: The Story of Aaron Swartz est un film documentaire américain écrit, réalisé et produit par Brian Knappenberger, sorti en 2014.
Il a été présenté au festival du film de Sundance 2014 le 20 janvier 2014.

## Synopsis
Le film évoque la vie et le suicide du développeur, écrivain et cybermilitant américain Aaron Swartz. Le film est narré par des proches de Swartz, notamment sa mère, ses frères et sa petite amie, Taren Stinebrickner-Kauffman.

## Fiche technique
- Titre original : The Internet's Own Boy: The Story of Aaron Swartz
- Réalisation : Brian Knappenberger
- Scénario : Brian Knappenberger
- Photographie : Brian Knappenberger, Scott Sinkler, Lincoln Else
- Montage : Jason Decker, Brian Knappenberger, Andy Robertson, Bryan Storkel, Michelle M. Witten
- Musique : John Dragonetti
- Production : Brian Knappenberger, Zach Braff, Mason Fink, Charles Annenberg Weingarten
- Sociétés de production :
- Sociétés de distribution : FilmBuff (USA, en salles) ; Participant Media (USA, VOD)
- Pays d’origine : États-Unis
- Langue originale : anglais
- Format : couleur
- Genre : documentaire
- Durée : 105 minutes
- Date de sortie : 
  -  États-Unis : 20 janvier 2014 (festival du film de Sundance 2014) ; 27 juin 2014 (sortie limitée et VOD)

## Production
Le documentaire a été produit à l'aide d'une campagne de financement participatif, lancée sur Kickstarter, qui a permis de récolter plus de 90 000 dollars. Comme le producteur s'y était engagé lors de la levée de fonds, le documentaire est diffusé sous licence Creative Commons. La licence choisie, CC-BY-NC-SA (Paternité - Non commercial - Partage à l'identique), permet le libre partage du documentaire, à la condition de se limiter à une utilisation non commerciale.

## Distinction

### Récompenses
- Festival international du film documentaire de Sheffield 2014 : Sheffield Youth Jury Award pour Brian Knappenberger (« The film that we have chosen this year stood out for its contemporary relevance. It deals with an issue that we feel will resonate with young people around the world. It is a story that needs sharing, and one that has the potential to inspire change and debate. »)

### Nominations et sélections
- Festival du film de Sundance 2014[2]
- South By Southwest 2014[3]
- Festival international du film de Seattle 2014
- Festival international du film documentaire canadien Hot Docs 2014[4]

- Writers Guild of America Awards 2015 : meilleur scénario de film documentaire pour Brian Knappenberger